# سعود بن عبد الله بن ثنيان آل سعود
سعود بن عبد الله بن محمد بن ثنيان بن سعود بن مقرن آل سعود عمل رئيسًا للهيئة الملكية للجبيل وينبع، ورئيسًا لمجلس إدارة شركة سابك، ورئيسًا لمجلس إدارة شركة مرافق المياه والكهرباء حتى سبتمر 2017م. ولد في مدينة الرياض في 1 رجب عام 1373 هـ الموافق 6 مارس 1954، حصل على شهادة البكالوريوس في الهندسة المدنية من جامعة الملك سعود عام 1397 هـ الموافق 1977.

## اسرته
متزوج من الأميرة مها بنت عبدالله بن فهد اليوسف .
وله من الأبناء :
الامير عبدالله والامير عبدالاله .
الاميرة نورة ، الأميرة الجوهرة ، الاميرة نجلاء ، الاميرة فلوة ، الاميرة غادة 

## الخبرات العملية
- التحق بالخدمة المدنية عام 1397 هـ على وظيفة مهندس بأمانة مدينة الرياض.
- عمل مديراً عاماً للمساحة والمخططات بأمانة مدينة الرياض.
- عمل مديراً عاماً للتشغيل والصيانة بأمانة مدينة الرياض من عام 1406 هـ حتى 1409 هـ.
- كلف بالعمل وكيلاً لوزارة الشؤون البلدية والقروية للتخطيط والبرامج في 1409 هـ.
- عين وكيلاً لوزارة الشؤون البلدية والقروية للتخطيط والبرامج في 1410 هـ.
- صدر الأمر السامي الكريم بتعيينه رئيساً للهيئة الملكية للجبيل وينبع في 1422 هـ.
- صدر الأمر السامي الكريم بتعيينه رئيساً لمجلس إدارة سابك في 1424 هـ.
- صدر الأمر السامي الكريم القاضي برفع وظيفة رئيس الهيئة الملكية للجبيل وينبع من المرتبة الممتازة إلى مرتبة وزير وتعيينه عليها في 1426 هـ.
- صدر قرار مجلس الوزراء القاضي بإعادة تعيينه رئيساً لمجلس إدارة شركة سابك في 1432 هـ.

## عضويات مجالس الإدارة التي يشغلها حاليًا
- عضو مجلس العائلة الذي يرأسه خادم الحرمين الشريفين ويضم في عضويته عدد من أصحاب السمو الأمراء.
- نائب رئيس مجلس إدارة مركز الملك سلمان الاجتماعي.

## عضويات مجالس الإدارة التي شغلها سابقاً
- مجلس إدارة مصلحة المياه والصرف الصحي بمنطقة الرياض.
- مجلس إدارة مصلحة المياه والصرف الصحي بمنطقة مكة المكرمة.
- مجلس إدارة مصلحة المياه والصرف الصحي بالمنطقة الشرقية.
- مجلس إدارة مصلحة المياه والصرف الصحي بمنطقة تبوك.
- مجلس إدارة المؤسسة العامة للكهرباء .
- الهيئة السعودية للمياه.
- رئيس مجلس إدارة الشركة السعودية للصناعات الأساسية (سابك) .
- رئيس مجلــس إدارة شركة مرافق المياه والكهرباء بالجبيل وينبع .

كما شغل عضوية عدد من اللجان المشكلة بناءً على أوامر سامية ومنها:
- اللجنة الوطنية لمكافحة المخدرات لمدة ثلاث سنوات من تاريخ 19 مايو 2015.
- لجنة بحث احتياجات مناطق الجوف وجازان والحدود الشمالية وحائل.
- لجنة بحث احتياجات قرى وهجر الساحل الغربي.
- لجنة بحث احتياجات محافظة ينبع.
- اللجنة المشتركة لمتابعة وتنسيق الأعمال بين كل من وزارة الشؤون البلدية والقروية ووزارة المواصلات ووزارة الزراعة.
- اللجنة العليا للطفولة.